# Louisa Lippmann
Louisa Lippmann (Herford, 23 settembre 1994) è una pallavolista e giocatrice di beach volley tedesca.

## Carriera

### Club
La carriera di Louisa Lippmann inizia nell'Herford per poi passare nel TPSV Bielefeld: nella stagione 2010-11 viene ingaggiata dal Münster, nella 2. Bundesliga: nel campionato 2011-12 viene aggregata sporadicamente alla prima squadra, in 1. Bundesliga, venendo definitivamente promossa nel campionato 2013-14.
Nella stagione 2014-15 passa al Dresdner, con cui si aggiudica due scudetti e la Coppa di Germania 2015-16. Nel campionato 2016-17 cambia squadra, ingaggiata dallo Schweriner, con cui vince due scudetti e la Supercoppa tedesca 2017.
Nella stagione 2018-19 si accasa alla formazione italiana del San Casciano, in Serie A1, mentre in quella seguente si trasferisce nella Chinese Volleyball Super League, che disputa con la maglia dello Shanghai. Al termine del campionato cinese, torna in patria, al club di Schwerin, per la seconda parte della 1. Bundesliga 2019-20.
Nell'annata 2020-21 fa ritorno al club di Shanghai; nel gennaio 2021, alla conclusione del torneo, si trasferisce nella Superliga russa, accettando la proposta della Lokomotiv Kaliningrad per la parte finale della stagione, conquistando lo scudetto.
Nel campionato 2021-22 torna nella massima divisione italiana con la Savino Del Bene, con cui vince la Challenge Cup; al termine della stagione annuncia la sua intenzione di proseguire la propria carriera nel beach volley.

### Nazionale
Fa parte delle nazionali giovanili tedesche, fino al 2013, quando ottiene le prime convocazioni nella nazionale maggiore, con cui vince la medaglia d'argento all'European League 2014.

## Palmarès

### Club
- Campionato tedesco: 4

2014-15, 2015-16, 2016-17, 2017-18
- Campionato russo: 1

2020-21
- Coppa di Germania: 1

2015-16
- Supercoppa tedesca: 1

2017
- Challenge Cup: 1

2021-22

### Nazionale (competizioni minori)
- Montreux Volley Masters 2014
- European League 2014
- Montreux Volley Masters 2017

### Premi individuali
- 2020 - Qualificazioni europee ai Giochi della XXXII Olimpiade: Miglior opposto